# Temporada 2013 de GP3 Series
La temporada 2013 de GP3 Series es la cuarta temporada del campeonato de GP3 Series. Después de un ciclo de 3 años, en esta temporada se introduce un nuevo chasis, el Dallara GP3/13 fabricado por el constructor italiano Dallara.

## Escuderías y pilotos
Los siguientes equipos fueron confirmados para competir en la temporada 2013.
| Escudería             | N.º | Piloto              | Rondas   |
| --------------------- | --- | ------------------- | -------- |
| ART Grand Prix        | 1   | Conor Daly          | Todas    |
| ART Grand Prix        | 2   | Facu Regalia        | Todas    |
| ART Grand Prix        | 3   | Jack Harvey         | Todas    |
| MW Arden              | 4   | Carlos Sainz Jr.    | Todas    |
| MW Arden              | 5   | Robert Vișoiu       | Todas    |
| MW Arden              | 6   | Daniil Kvyat        | Todas    |
| Carlin                | 7   | Luís Sá Silva       | Todas    |
| Carlin                | 8   | Nick Yelloly        | Todas    |
| Carlin                | 9   | Eric Lichtenstein   | 1–5      |
| Carlin                | 9   | Alexander Sims      | 6–8      |
| Jenzer Motorsport     | 10  | Samin Gómez         | Todas    |
| Jenzer Motorsport     | 11  | Patric Niederhauser | Todas    |
| Jenzer Motorsport     | 12  | Alex Fontana        | Todas    |
| Marussia Manor Racing | 14  | Tio Ellinas         | Todas    |
| Marussia Manor Racing | 15  | Ryan Cullen         | Todas    |
| Marussia Manor Racing | 16  | Dino Zamparelli     | Todas    |
| Status Grand Prix     | 17  | Jimmy Eriksson      | Todas    |
| Status Grand Prix     | 18  | Adderly Fong        | 1–3, 5–8 |
| Status Grand Prix     | 18  | Alexander Sims      | 4        |
| Status Grand Prix     | 19  | Josh Webster        | Todas    |
| Bamboo Engineering    | 20  | Lewis Williamson    | 1–7      |
| Bamboo Engineering    | 21  | Melville McKee      | 1–7      |
| Bamboo Engineering    | 21  | Alice Powell        | 8        |
| Bamboo Engineering    | 22  | Carmen Jordá        | Todas    |
| Trident               | 23  | Giovanni Venturini  | Todas    |
| Trident               | 24  | David Fumanelli     | 1–7      |
| Trident               | 24  | Robert Cregan       | 8        |
| Trident               | 25  | Emanuele Zonzini    | Todas    |
| Koiranen GP           | 26  | Patrick Kujala      | Todas    |
| Koiranen GP           | 27  | Aaro Vainio         | 1–7      |
| Koiranen GP           | 27  | Dean Stoneman       | 8        |
| Koiranen GP           | 28  | Kevin Korjus        | Todas    |

## Calendario
El calendario para el 2013 fue anunciado el 19 de diciembre de 2012. La temporada empezó el 10 de mayo en el Circuito de Cataluña y luego de 8 rondas terminara en Yas Marina con una ronda individual en el Circuito Ricardo Tormo.
| Ronda | Ronda | Circuito                                     | País                   | Fecha           |
| ----- | ----- | -------------------------------------------- | ---------------------- | --------------- |
| 1     | L     | Circuito de Barcelona-Cataluña, Barcelona    | España                 | 11 de mayo      |
| 1     | C     | Circuito de Barcelona-Cataluña, Barcelona    | España                 | 12 de mayo      |
| 2     | L     | Circuito Ricardo Tormo, Valencia             | España                 | 16 de junio     |
| 2     | C     | Circuito Ricardo Tormo, Valencia             | España                 | 16 de junio     |
| 3     | L     | Circuito de Silverstone, Silverstone         | Reino Unido            | 29 de junio     |
| 3     | C     | Circuito de Silverstone, Silverstone         | Reino Unido            | 30 de junio     |
| 4     | L     | Nürburgring, Nürburg                         | Alemania               | 6 de julio      |
| 4     | C     | Nürburgring, Nürburg                         | Alemania               | 7 de julio      |
| 5     | L     | Hungaroring, Budapest                        | Hungría                | 27 de julio     |
| 5     | C     | Hungaroring, Budapest                        | Hungría                | 28 de julio     |
| 6     | L     | Circuito de Spa-Francorchamps, Francorchamps | Bélgica                | 24 de agosto    |
| 6     | C     | Circuito de Spa-Francorchamps, Francorchamps | Bélgica                | 25 de agosto    |
| 7     | L     | Autodromo Nazionale di Monza, Monza          | Italia                 | 7 de septiembre |
| 7     | C     | Autodromo Nazionale di Monza, Monza          | Italia                 | 8 de septiembre |
| 8     | L     | Circuito Yas Marina, Abu Dabi                | Emiratos Árabes Unidos | 2 de noviembre  |
| 8     | C     | Circuito Yas Marina, Abu Dabi                | Emiratos Árabes Unidos | 3 de noviembre  |

## Resultados

### Entrenamientos
| Test | Circuito    | Fecha                 | Mejor clasificado   | Escudería             | Tiempo   |
| ---- | ----------- | --------------------- | ------------------- | --------------------- | -------- |
| 1º   | Estoril     | 20 de febrero de 2013 | Carlos Sainz Jr.    | MW Arden              | 1:26.816 |
| 1º   | Estoril     | 21 de febrero de 2013 | Carlos Sainz Jr.    | MW Arden              | 1:27.654 |
| 1º   | Estoril     | 22 de febrero de 2013 | Lewis Williamson    | Bamboo Engineering    | 1:27.675 |
|      |             |                       |                     |                       |          |
| 2º   | Montmeló    | 12 de marzo de 2013   | Conor Daly          | ART Grand Prix        | 1:34.578 |
| 2º   | Montmeló    | 13 de marzo de 2013   | Patric Niederhauser | Jenzer Motorsport     | 1:33.750 |
|      |             |                       |                     |                       |          |
| 3º   | Silverstone | 3 de abril de 2013    | Tio Ellinas         | Marussia Manor Racing | 1:46.211 |
| 3º   | Silverstone | 4 de abril de 2013    | David Fumanelli     | Trident               | 1:45.213 |
|      |             |                       |                     |                       |          |
| 4º   | Hungaroring | 5 de junio de 2013    | Kevin Korjus        | Koiranen GP           | 1:32.530 |
| 4º   | Hungaroring | 6 de junio de 2013    | Facu Regalia        | ART Grand Prix        | 1:32.341 |

### Temporada
| Ronda | Ronda | Ronda             | Pole Position    | Vuelta rápida    | Piloto ganador     | Escudería ganadora    |
| ----- | ----- | ----------------- | ---------------- | ---------------- | ------------------ | --------------------- |
| 1     | L     | Barcelona         | Tio Ellinas      | Tio Ellinas      | Tio Ellinas        | Marussia Manor Racing |
| 1     | C     | Barcelona         |                  | Kevin Korjus     | Aaro Vainio        | Koiranen GP           |
| 2     | L     | Valencia          | Conor Daly       | Carlos Sainz Jr. | Conor Daly         | ART Grand Prix        |
| 2     | C     | Valencia          |                  | Carlos Sainz Jr. | Robert Vișoiu      | MW Arden              |
| 3     | L     | Silverstone       | Kevin Korjus     | Jack Harvey      | Jack Harvey        | ART Grand Prix        |
| 3     | C     | Silverstone       |                  | Daniil Kvyat     | Giovanni Venturini | Trident               |
| 4     | L     | Nürburgring       | Facu Regalia     | Facu Regalia     | Facu Regalia       | ART Grand Prix        |
| 4     | C     | Nürburgring       |                  | Melville McKee   | Melville McKee     | Bamboo Engineering    |
| 5     | L     | Budapest          | Aaro Vainio      | Aaro Vainio      | Aaro Vainio        | Koiranen GP           |
| 5     | C     | Budapest          |                  | Facu Regalia     | Robert Vișoiu      | MW Arden              |
| 6     | L     | Spa-Francorchamps | Carlos Sainz Jr. | Daniil Kvyat     | Daniil Kvyat       | MW Arden              |
| 6     | C     | Spa-Francorchamps |                  | Alexander Sims   | Alexander Sims     | Carlin                |
| 7     | L     | Monza             | Daniil Kvyat     | Daniil Kvyat     | Daniil Kvyat       | MW Arden              |
| 7     | C     | Monza             |                  | Conor Daly       | Jack Harvey        | ART Grand Prix        |
| 8     | L     | Yas Marina        | Daniil Kvyat     | Daniil Kvyat     | Daniil Kvyat       | MW Arden              |
| 8     | C     | Yas Marina        |                  | Nick Yelloly     | Tio Ellinas        | Marussia Manor Racing |

## Clasificaciones

### Sistema de puntuación
Los puntos se otorgaron a los 10 primeros clasificados en la carrera larga, y a los primeros 8 clasificados en la carrera corta. El piloto que logró la pole position en la carrera principal también recibió cuatro puntos y dos puntos fueron entregados al piloto que marcó la vuelta rápida entre los diez primeros, tanto en la carrera larga como en la corta. No hubo puntos extras otorgados a la pole en la carrera corta.
Puntos de carrera larga
| Posición | 1º | 2º | 3º | 4º | 5º | 6º | 7º | 8º | 9º | 10º | Pole | VR |
| Puntos   | 25 | 18 | 15 | 12 | 10 | 8  | 6  | 4  | 2  | 1   | 4    | 2  |

Puntos de carrera corta
Los puntos se otorgarán a los primeros 8 clasificados.
| Posición | 1º | 2º | 3º | 4º | 5º | 6º | 7º | 8º | VR |
| Puntos   | 15 | 12 | 10 | 8  | 6  | 4  | 2  | 1  | 2  |

### Campeonato de Pilotos
| Pos. | Piloto              | BAR | BAR | VAL | VAL | SIL | SIL | NUR | NUR | BUD | BUD | SPA | SPA | MNZ | MNZ | YMC | YMC | Puntos |
| ---- | ------------------- | --- | --- | --- | --- | --- | --- | --- | --- | --- | --- | --- | --- | --- | --- | --- | --- | ------ |
| 1    | Daniil Kvyat        | 20  | Ret | 4   | 5   | 4   | 4   | Ret | 16  | 3   | 7   | 1   | 6   | 1   | 2   | 1   | 5   | 168    |
| 2    | Facundo Regalia     | 24† | 14  | 2   | 7   | 3   | 5   | 1   | Ret | 6   | 4   | 3   | 3   | 3   | 4   | 15  | 16  | 138    |
| 3    | Conor Daly          | 3   | 5   | 1   | 8   | 22  | Ret | 10  | 9   | 2   | 8   | 2   | 2   | Ret | 8   | 4   | 3   | 126    |
| 4    | Tio Ellinas         | 1   | 4   | 6   | 4   | 5   | 6   | 2   | 6   | 11  | 10  | 8   | Ret | Ret | 11  | 7   | 1   | 116    |
| 5    | Jack Harvey         | 6   | 6   | 10  | 12  | 1   | 7   | 3   | 10  | 4   | 5   | Ret | Ret | 7   | 1   | 5   | 4   | 114    |
| 6    | Nick Yelloly        | 4   | Ret | 12  | 9   | 6   | 2   | 5   | 3   | 15  | 13  | 6   | 4   | 2   | Ret | 3   | 6   | 107    |
| 7    | Kevin Korjus        | 8   | 2   | 3   | 6   | 2   | 9   | 20† | 15  | 7   | 3   | 4   | 5   | 6   | 5   | 12  | 12  | 107    |
| 8    | Alexander Sims      |     |     |     |     |     |     | 8   | 2   |     |     | 5   | 1   | 5   | 6   | 2   | 7   | 77     |
| 9    | Aaro Vainio         | 5   | 1   | 7   | 2   | 11  | 8   | 14  | 11  | 1   | 9   | 20  | 22† | 16  | 13  |     |     | 75     |
| 10   | Carlos Sainz Jr.    | 15  | DSQ | 5   | 3   | 13  | 13  | 6   | 5   | 5   | 2   | Ret | 13  | 9   | 9   | DSQ | 18  | 66     |
| 11   | Robert Vișoiu       | 9   | 19  | 8   | 1   | 12  | Ret | 11  | 23  | 8   | 1   | 9   | 8   | Ret | 10  | 10  | 11  | 44     |
| 12   | Lewis Williamson    | 11  | 7   | 19  | 17  | 25† | 14  | 4   | 4   | 24  | Ret | 14  | 10  | 4   | 3   |     |     | 44     |
| 13   | Patric Niederhauser | 2   | 3   | 13  | Ret | 15  | 11  | 12  | 8   | 25  | 15  | Ret | 9   | 8   | Ret | Ret | 15  | 33     |
| 14   | Melville McKee      | 14  | Ret | 11  | Ret | 24  | 15  | 7   | 1   | 17  | Ret | 7   | Ret | 12  | 7   |     |     | 31     |
| 15   | Giovanni Venturini  | 12  | 8   | 15  | 13  | 8   | 1   | 16  | 14  | 9   | 6   | 11  | 11  | 11  | Ret | 11  | 9   | 26     |
| 16   | Dean Stoneman       |     |     |     |     |     |     |     |     |     |     |     |     |     |     | 6   | 2   | 20     |
| 17   | Alex Fontana        | 10  | 9   | 14  | 11  | 7   | 3   | Ret | 17  | 10  | 19  | 21  | 12  | Ret | Ret | 13  | 10  | 18     |
| 18   | Dino Zamparelli     | Ret | 15  | 9   | 10  | 10  | Ret | 9   | 7   | 12  | 20  | 10  | 7   | Ret | EX  | 9   | 8   | 13     |
| 19   | David Fumanelli     | 7   | 17  | Ret | Ret | Ret | 20  | 17  | 20  | 16  | 18  | 15  | 14  | 15  | 18  |     |     | 6      |
| 20   | Patrick Kujala      | Ret | 16  | 21  | 15  | Ret | EX  | 13  | 13  | 14  | 11  | 13  | 20  | 10  | 12  | 8   | 19  | 5      |
| 21   | Adderly Fong        | 23  | 11  | Ret | Ret | 9   | Ret |     |     | 20  | 17  | Ret | 16  | 19  | 20† | 17  | 21  | 2      |
| 22   | Eric Lichtenstein   | 18  | 10  | Ret | Ret | 14  | 10  | Ret | 21  | 18  | 16  |     |     |     |     |     |     | 0      |
| 23   | Luís Sá Silva       | 13  | 12  | Ret | 22  | 17  | 12  | Ret | 22  | Ret | 22  | 12  | 21† | Ret | 19  | 18  | 17  | 0      |
| 24   | Jimmy Eriksson      | 19  | Ret | 18  | 16  | 18  | 21† | Ret | 18  | 13  | 12  | 17  | 15  | 13  | Ret | 23  | 26  | 0      |
| 25   | Emanuele Zonzini    | 17  | Ret | 16  | 14  | 19  | Ret | 15  | 12  | Ret | Ret | Ret | 23  | 14  | 14  | 14  | 14  | 0      |
| 26   | Samin Gómez         | 16  | 13  | Ret | 19  | 20  | 18  | 18  | 19  | 19  | 14  | 16  | Ret | 17  | 15  | 22  | 25  | 0      |
| 27   | Robert Cregan       |     |     |     |     |     |     |     |     |     |     |     |     |     |     | 16  | 13  | 0      |
| 28   | Josh Webster        | Ret | Ret | 17  | 18  | 16  | 16  | Ret | Ret | 21  | DSQ | Ret | 18  | Ret | 16  | 21  | 22  | 0      |
| 29   | Ryan Cullen         | 21  | Ret | 20  | 20  | 21  | 17  | 19  | 25  | 23  | Ret | 18  | 17  | 20  | Ret | 20  | 24  | 0      |
| 30   | Carmen Jordá        | 22  | 18  | Ret | 21  | 23  | 19  | DSQ | 24  | 22  | 21  | 19  | 19  | 18  | 17  | Ret | 23  | 0      |
| 31   | Alice Powell        |     |     |     |     |     |     |     |     |     |     |     |     |     |     | 19  | 20  | 0      |
| Pos. | Piloto              | BAR | BAR | VAL | VAL | SIL | SIL | NUR | NUR | BUD | BUD | SPA | SPA | MNZ | MNZ | YMC | YMC | Puntos |

| Color     | Resultado              |
| --------- | ---------------------- |
| Oro       | Ganador                |
| Plata     | 2.ª plaza              |
| Bronce    | 3.ª plaza              |
| Verde     | Finalizó en los puntos |
| Azul      | Finalizó sin puntos    |
| Azul      | NC - No clasificado    |
| Violeta   | Ret - No terminó       |
| Rojo      | DNQ - No se clasificó  |
| Negro     | DSQ - Descalificado    |
| Blanco    | DNS - No empezó        |
| Blanco    | WD - Retirado          |
| Blanco    | C - Carrera cancelada  |
| Sin color | DNP - No participó     |
| Sin color | INJ - Lesionado        |
| Sin color | EX - Excluido          |

| Estado  | Resultado |
| ------- | --- |
| Negrita | Pole position |
| Cursiva | Vuelta rápida puntuable, el piloto cumplió los requisitos para ser bonificado con uno o más puntos por lograr la vuelta rápida |
| †       | Abandona, pero clasifica al completar el porcentaje requerido para ello                                                        |

### Campeonato de Escuderías
| Pos. | Escudería             | N.º | BAR | BAR | VAL | VAL | SIL | SIL | NUR | NUR | BUD | BUD | SPA | SPA | MNZ | MNZ | YMC | YMC | Puntos |
| ---- | --------------------- | --- | --- | --- | --- | --- | --- | --- | --- | --- | --- | --- | --- | --- | --- | --- | --- | --- | ------ |
| 1    | ART Grand Prix        | 1   | 3   | 5   | 1   | 8   | 22  | Ret | 10  | 9   | 2   | 8   | 2   | 2   | Ret | 8   | 4   | 3   | 378    |
| 1    | ART Grand Prix        | 2   | 24† | 14  | 2   | 7   | 3   | 5   | 1   | Ret | 6   | 4   | 3   | 3   | 3   | 4   | 15  | 16  | 378    |
| 1    | ART Grand Prix        | 3   | 6   | 6   | 10  | 12  | 1   | 7   | 3   | 10  | 4   | 5   | Ret | Ret | 7   | 1   | 5   | 4   | 378    |
| 2    | MW Arden              | 4   | 15  | DSQ | 5   | 3   | 13  | 13  | 6   | 5   | 5   | 2   | Ret | 13  | 9   | 9   | DSQ | 18  | 278    |
| 2    | MW Arden              | 5   | 9   | 19  | 8   | 1   | 12  | Ret | 11  | 23  | 8   | 1   | 9   | 8   | Ret | 10  | 10  | 11  | 278    |
| 2    | MW Arden              | 6   | 20  | Ret | 4   | 5   | 4   | 4   | Ret | 16  | 3   | 7   | 1   | 6   | 1   | 2   | 1   | 5   | 278    |
| 3    | Koiranen GP           | 26  | Ret | 16  | 21  | 15  | Ret | EX  | 13  | 13  | 14  | 11  | 13  | 20  | 10  | 12  | 8   | 19  | 207    |
| 3    | Koiranen GP           | 27  | 5   | 1   | 7   | 2   | 11  | 8   | 14  | 11  | 1   | 9   | 20  | 22† | 16  | 13  | 6   | 2   | 207    |
| 3    | Koiranen GP           | 28  | 8   | 2   | 3   | 6   | 2   | 9   | 20† | 15  | 7   | 3   | 4   | 5   | 6   | 5   | 12  | 12  | 207    |
| 4    | Carlin                | 7   | 13  | 12  | Ret | 22  | 17  | 12  | Ret | 22  | Ret | 22  | 12  | 21† | Ret | 19  | 18  | 17  | 168    |
| 4    | Carlin                | 8   | 4   | Ret | 12  | 9   | 6   | 2   | 5   | 3   | 15  | 13  | 6   | 4   | 2   | Ret | 3   | 6   | 168    |
| 4    | Carlin                | 9   | 18  | 10  | Ret | Ret | 14  | 10  | Ret | 21  | 18  | 16  | 5   | 1   | 5   | 6   | 2   | 7   | 168    |
| 5    | Marussia Manor Racing | 14  | 1   | 4   | 6   | 4   | 5   | 6   | 2   | 6   | 11  | 10  | 8   | Ret | Ret | 11  | 7   | 1   | 129    |
| 5    | Marussia Manor Racing | 15  | 21  | Ret | 20  | 20  | 21  | 17  | 19  | 25  | 23  | Ret | 18  | 17  | 20  | Ret | 20  | 24  | 129    |
| 5    | Marussia Manor Racing | 16  | Ret | 15  | 9   | 10  | 10  | Ret | 9   | 7   | 12  | 20  | 10  | 7   | Ret | EX  | 9   | 8   | 129    |
| 6    | Bamboo Engineering    | 20  | 11  | 7   | 19  | 17  | 25† | 14  | 4   | 4   | 24  | Ret | 14  | 10  | 4   | 3   |     |     | 75     |
| 6    | Bamboo Engineering    | 21  | 14  | Ret | 11  | Ret | 24  | 15  | 7   | 1   | 17  | Ret | 7   | Ret | 12  | 7   | 19  | 20  | 75     |
| 6    | Bamboo Engineering    | 22  | 22  | 18  | Ret | 21  | 23  | 19  | DSQ | 24  | 22  | 21  | 19  | 19  | 18  | 17  | Ret | 23  | 75     |
| 7    | Jenzer Motorsport     | 10  | 16  | 13  | Ret | 19  | 20  | 18  | 18  | 19  | 19  | 14  | 16  | Ret | 17  | 15  | 22  | 25  | 51     |
| 7    | Jenzer Motorsport     | 11  | 2   | 3   | 13  | Ret | 15  | 11  | 12  | 8   | 25  | 15  | Ret | 9   | 8   | Ret | Ret | 15  | 51     |
| 7    | Jenzer Motorsport     | 12  | 10  | 9   | 14  | 11  | 7   | 3   | Ret | 17  | 10  | 19  | 21  | 12  | Ret | Ret | 13  | 10  | 51     |
| 8    | Trident               | 23  | 12  | 8   | 15  | 13  | 8   | 1   | 16  | 14  | 9   | 6   | 11  | 11  | 11  | Ret | 11  | 9   | 32     |
| 8    | Trident               | 24  | 7   | 17  | Ret | Ret | Ret | 20  | 17  | 20  | 16  | 18  | 15  | 14  | 15  | 18  | 16  | 13  | 32     |
| 8    | Trident               | 25  | 17  | Ret | 16  | 14  | 19  | Ret | 15  | 12  | Ret | Ret | Ret | 23  | 14  | 14  | 14  | 14  | 32     |
| 9    | Status Grand Prix     | 17  | 19  | Ret | 18  | 16  | 18  | 21† | Ret | 18  | 13  | 12  | 17  | 15  | 13  | Ret | 23  | 26  | 18     |
| 9    | Status Grand Prix     | 18  | 23  | 11  | Ret | Ret | 9   | Ret | 8   | 2   | 20  | 17  | Ret | 16  | 19  | 20† | 17  | 21  | 18     |
| 9    | Status Grand Prix     | 19  | Ret | Ret | 17  | 18  | 16  | 16  | Ret | Ret | 21  | DSQ | Ret | 18  | Ret | 16  | 21  | 22  | 18     |
| Pos. | Escudería             | N.º | BAR | BAR | VAL | VAL | SIL | SIL | NUR | NUR | BUD | BUD | SPA | SPA | MNZ | MNZ | YMC | YMC | Puntos |

| Color     | Resultado                                                               |
| --------- | ----------------------------------------------------------------------- |
| Oro       | Ganador                                                                 |
| Plata     | 2.ª plaza                                                               |
| Bronce    | 3.ª plaza                                                               |
| Verde     | Finalizó en los puntos                                                  |
| Azul      | Finalizó sin puntos                                                     |
| Azul      | NC - No clasificado                                                     |
| Violeta   | Ret - No terminó (Carrera)                                              |
| Rojo      | DNQ - No se clasificó                                                   |
| Negro     | DSQ - Descalificado                                                     |
| Blanco    | DNS - No empezó (carrera)                                               |
| Blanco    | WD - Retirado (fin de semana)                                           |
| Blanco    | C - Carrera cancelada                                                   |
| Sin color | DNP - Inscrito pero no participó                                        |
| Sin color | INJ - Lesionado                                                         |
| Sin color | EX - Excluido                                                           |
| Estado    | Resultado                                                               |
| Negrita   | Pole position                                                           |
| Cursiva   | Vuelta rápida                                                           |
| †         | Abandona, pero clasifica al completar el porcentaje requerido para ello |